# Lamanon
Pour les articles homonymes, voir Lamanon (homonymie).
Lamanon est une commune française située dans le département des Bouches-du-Rhône, en région Provence-Alpes-Côte d'Azur. Elle fait partie de la métropole d'Aix-Marseille-Provence.
Ses habitants sont appelés les Lamanonais.

## Géographie

### Accès, voies de communication et transports

#### Réseau routier
- Routes nationales et départementales : la route départementale 538 traverse la commune selon un axe nord-sud. Les routes départementales 72 et 72f réalisent la liaison entre celle-ci et le village à l'ouest. La route départementale 17d traverse la commune sur un axe est-ouest.
- Autoroute : l'autoroute la plus proche est l'autoroute A7. Dans le sens nord-sud, la sortie se fait via l'échangeur Salon-Nord ou, dans les deux sens, l'échangeur Sénas, puis la route départementale 538 vers Salon-de-Provence. La commune possède une aire d'autoroute : l'aire de repos de Lamanon.

#### Chemin de fer
Lamanon possède une gare SNCF. Initialement construite par la Compagnie des chemins de fer de Paris à Lyon et à la Méditerranée en 1873, elle est située au point kilométrique 48,964 sur la ligne d'Avignon à Miramas.
En 1889 s'ouvre la ligne d'Eyguières à Meyrargues, gérée par une compagnie différente, la Compagnie des chemins de fer régionaux des Bouches-du-Rhône. Ainsi, jusqu'à la fermeture de cette ligne en 1950, Lamanon possédait deux gares distinctes.
Aujourd'hui, la ville est desservie par la ligne 9 des TER PACA (Marseille - Avignon, par Salon-de-Provence et Cavaillon).

#### Transport en commun
- Réseau Libébus : la commune est desservie par une ligne périurbaine du réseau de transports en commun d'Agglopole Provence[4] : ligne 13.

### Communes limitrophes
| Sénas     | Sénas             | Alleins |
| Eyguières | Lamanon           | Alleins |
| Eyguières | Salon-de-Provence | Aurons  |

### Relief et géologie
À l'ouest de la commune, on trouve le défens d'Eyguières, partie du « Défends », élévation septentrionale du massif des Alpilles. Au nord-est, on trouve le défens d'Alleins et, au sud-est, les collines de Roquerousse et le point le plus haut de la commune... Entre les trois, la plaine et le bourg.
À l'époque du Miocène, 12 millions d’années avant notre ère, la Durance ne se jetait pas dans le Rhône, mais dans la Méditerranée. Elle passait le seuil de Lamanon, puis faisait un large delta dont l'étang de Berre et la plaine de la Crau et ses galets sont les restes. La plaine de Lamanon est donc constituée de l'ancienne vallée de la Durance et de ses alluvions.
Encore aujourd'hui, le col de Lamanon creusé par la Durance est un moyen très prisé de franchissement entre la vallée de la Durance et l'étang de Berre. On l'a utilisé notamment pour l'autoroute A7 et surtout pour le canal EDF, qui s'éloigne de la Durance à Mallemort et se jette dans l'étang de Berre.

### Sismicité
À la suite du décret du 14 mai 1991 définissant le zonage sismique de la France, les Bouches-du-Rhône ont été découpés de la manière suivante :
- Zone II, zone qui correspond à une « sismicité moyenne » : les cantons de Lambesc, Peyrolles-en-Provence et Salon-de-Provence, tous trois de l'arrondissement d’Aix-en-Provence ;
- Zone Ib, zone qui correspond à une « sismicité faible » : les cantons d'Aix-en-Provence et Trets de l'arrondissement d’Aix-en-Provence, les cantons d'Eyguières et Orgon de l'arrondissement d'Arles et les cantons de Berre-l'Etang, Istres-Nord et Istres-Sud de l'arrondissement d'Istres ;
- Zone Ia, zone qui correspond à une « sismicité très faible » : tous les autres cantons de l'arrondissement d’Aix-en-Provence, les cantons d'Arles-Est, Châteaurenard et Saint-Rémy-de-Provence de l'arrondissement d'Arles, les cantons de Marignane, Martigues-Est et Martigues-Ouest de l'arrondissement d'Istres, et enfin le canton de Roquevaire de l'arrondissement de Marseille ;
- Zone 0, zone qui correspond à une « sismicité négligeable » : tous les autres.

### Hydrographie
Plusieurs canaux de tailles et débits variables passent sur la commune : Le canal commun Boisgelin-Craponne, le canal d'Alleins, le canal septentrional des Alpilles, le canal du vallat de Madame... et le plus important, le canal EDF de la Durance qui dessert la centrale électrique de Saint-Chamas, en bordure de l'étang de Berre.
Au nord du bourg, on trouve une source, la source Saint-Denis.

### Climat
Pour des articles plus généraux, voir Climat de Provence-Alpes-Côte d'Azur et Climat des Bouches-du-Rhône.
En 2010, le climat de la commune est de type climat méditerranéen franc, selon une étude du Centre national de la recherche scientifique s'appuyant sur une série de données couvrant la période 1971-2000. En 2020, Météo-France publie une typologie des climats de la France métropolitaine dans laquelle la commune est exposée à un climat méditerranéen et est dans la région climatique  Provence, Languedoc-Roussillon, caractérisée par une pluviométrie faible en été, un très bon ensoleillement (2 600 h/an), un été chaud (21,5 °C), un air très sec en été, sec en toutes saisons, des vents forts (fréquence de 40 à 50 % de vents > 5 m/s) et peu de brouillards. 
Pour la période 1971-2000, la température annuelle moyenne est de 13,9 °C, avec une amplitude thermique annuelle de 17,3 °C. Le cumul annuel moyen de précipitations est de 644 mm, avec 6,1 jours de précipitations en janvier et 2 jours en juillet. Pour la période 1991-2020, la température moyenne annuelle observée sur la station météorologique de Météo-France la plus proche, « Salon-de-Provence », sur la commune de Salon-de-Provence à 7 km à vol d'oiseau, est de 14,7 °C et le cumul annuel moyen de précipitations est de 594,1 mm. 
La température maximale relevée sur cette station est de 43,4 °C, atteinte le 28 juin 2019 ; la température minimale est de −18,5 °C, atteinte le 12 février 1956,,. 
Les paramètres climatiques de la commune ont été estimés pour le milieu du siècle (2041-2070) selon différents scénarios d'émission de gaz à effet de serre à partir des nouvelles projections climatiques de référence DRIAS-2020. Ils sont consultables sur un site dédié publié par Météo-France en novembre 2022.

#### Le mistral
Le mistral y souffle violemment du nord ou du nord-ouest, particulièrement en hiver et au printemps. Le mistral souffle fortement 100 jours par an en moyenne et faiblement 83 jours, ce qui ne laisse que 182 jours sans vent par an.
On distingue deux types de mistral : le « mistral blanc », qui dégage le ciel en totalité et accentue la luminosité, et le « mistral noir », plus rare, qui est accompagné de pluie.

#### Données météorologiques
Lamanon n'ayant pas de station météo, la plus proche est celle de Salon-de-Provence.
Le tableau ci-dessous indique les températures et les précipitations pour la période 1971-2000  :
| Mois                              | jan. | fév. | mars | avril | mai  | juin | jui. | août | sep. | oct. | nov. | déc. | année |
| --------------------------------- | ---- | ---- | ---- | ----- | ---- | ---- | ---- | ---- | ---- | ---- | ---- | ---- | ----- |
| Température minimale moyenne (°C) | 1,2  | 2    | 4    | 6,4   | 10,1 | 13,7 | 16,4 | 16,3 | 13,3 | 9,5  | 4,9  | 2,4  | 8,4   |
| Température moyenne (°C)          | 6,1  | 7,2  | 9,7  | 12    | 16,1 | 19,8 | 22,9 | 22,7 | 19,2 | 14,7 | 9,6  | 7    | 13,9  |
| Température maximale moyenne (°C) | 10,9 | 12,3 | 15,3 | 17,5  | 22   | 25,8 | 29,4 | 29   | 25   | 19,9 | 14,2 | 11,6 | 19,4  |
| Précipitations (mm)               | 59   | 47   | 44   | 63    | 42   | 31   | 16   | 37   | 64   | 98   | 58   | 54   | 623,4 |

| Diagramme climatique                                  |         |         |           |          |            |            |          |          |           |           |           |
| J                                                     | F       | M       | A         | M        | J          | J          | A        | S        | O         | N         | D         |
| 10,91,259                                             | 12,3247 | 15,3444 | 17,56,463 | 2210,142 | 25,813,731 | 29,416,416 | 2916,337 | 2513,364 | 19,99,598 | 14,24,958 | 11,62,454 |
| Moyennes : • Temp. maxi et mini °C • Précipitation mm |         |         |           |          |            |            |          |          |           |           |           |

## Urbanisme

### Typologie
Au 1er janvier 2024, Lamanon est catégorisée bourg rural, selon la nouvelle grille communale de densité à 7 niveaux définie par l'Insee en 2022.
Elle est située hors unité urbaine. Par ailleurs la commune fait partie de l'aire d'attraction de Salon-de-Provence, dont elle est une commune de la couronne,. Cette aire, qui regroupe 6 communes, est catégorisée dans les aires de 50 000 à moins de 200 000 habitants,.

### Occupation des sols
L'occupation des sols de la commune, telle qu'elle ressort de la base de données européenne d’occupation biophysique des sols Corine Land Cover (CLC), est marquée par l'importance des territoires agricoles (52,2 % en 2018), une proportion sensiblement équivalente à celle de 1990 (52,7 %). La répartition détaillée en 2018 est la suivante : 
forêts (23,1 %), zones agricoles hétérogènes (19,8 %), prairies (17,7 %), milieux à végétation arbustive et/ou herbacée (15,1 %), cultures permanentes (13,4 %), zones urbanisées (5,5 %), zones industrielles ou commerciales et réseaux de communication (4,1 %), terres arables (1,4 %). L'évolution de l’occupation des sols de la commune et de ses infrastructures peut être observée sur les différentes représentations cartographiques du territoire : la carte de Cassini (XVIIIe siècle), la carte d'état-major (1820-1866) et les cartes ou photos aériennes de l'IGN pour la période actuelle (1950 à aujourd'hui).

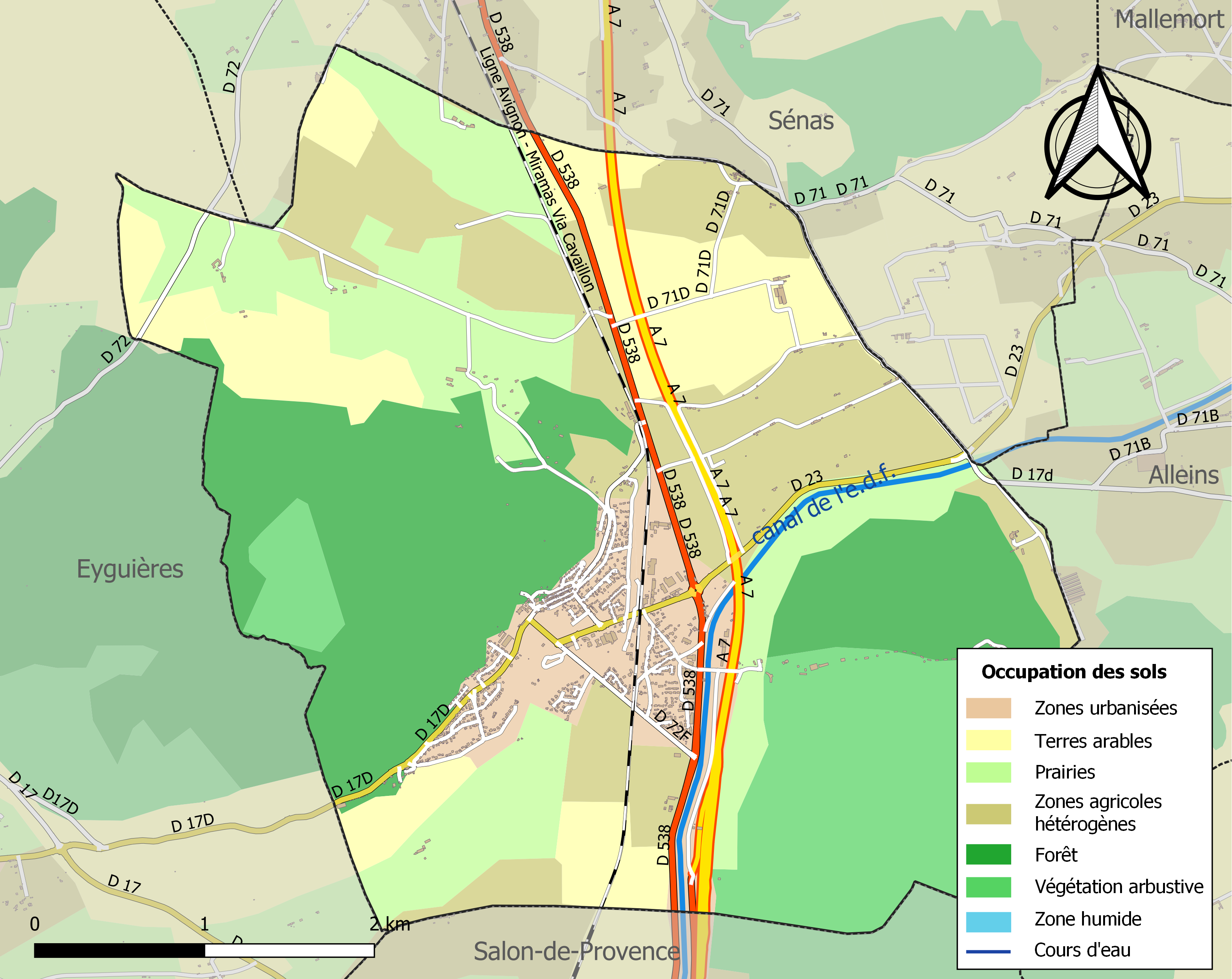
Carte des infrastructures et de l'occupation des sols de la commune en 2018 (CLC).

## Toponymie
La forme la plus ancienne est Alamannon, attestée vers 1031. Elle dérive ensuite en de Lamanone (1253). Ce toponyme suggère le nom d'un homme germain, Alaman, marquant une origine ethnique, auquel a été ajouté le suffixe -onem, le a initial pris pour la préposition à ayant disparu par aphérèse.
En provençal, « Lamanon » s'écrit « Lamanoun » selon la graphie mistralienne et ̇« Lamanon » en graphie classique, et se prononce [lamaˈnũᵑ].

## Histoire

### Préhistoire et Antiquité

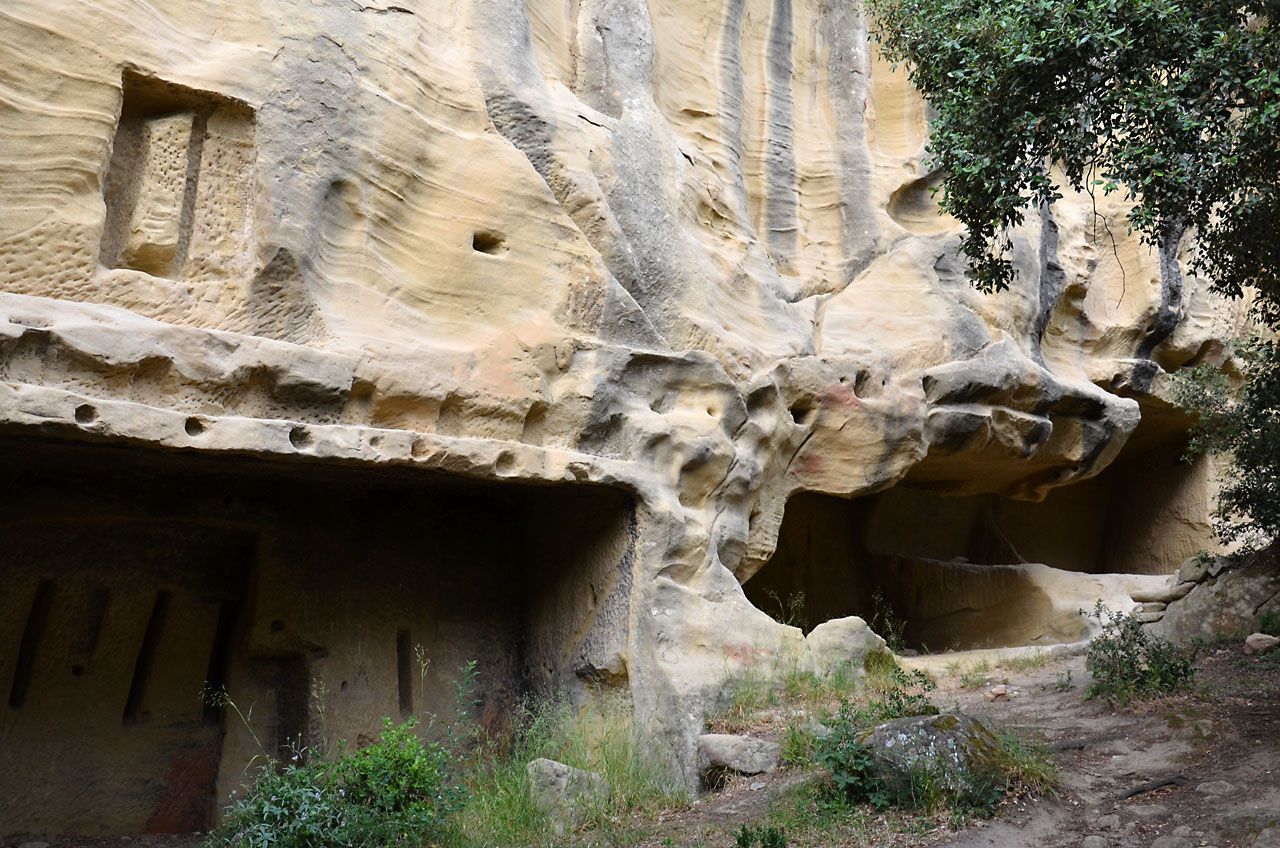
Grottes de Calès.

Au nord du village moderne, le site archéologique présente des habitats préhistoriques et médiévaux. Jusqu'au XVIe siècle les grottes de Calès sont habitées. Ce site constitue un oppidum comme il en existe beaucoup dans les Alpilles durant la Protohistoire. Des chemins relient alors les différents villages ; ainsi une voie directe relie alors Lamanon au castrum d'Aureille. Lors de la seconde partie du premier âge du Fer (VIIe – VIe siècles av. J.-C.), la population se sédentarise et se met à construire en dur. Le castrum se structure à la manière d'un village avec ses rues et ses maisons adossées. Le processus d'installation permanente est à mettre en parallèle avec l'intensification des échanges économiques avec les commerçants méditerranéens. En échange de produits de luxe, les habitants des Alpilles produisent des céréales et passent d'un état d'autarcie à une véritable économie d'échange. Au cours des siècles suivants, la population des Alpilles diminue de façon conséquente : le comptoir grec d'Arles attire de nombreux habitants venus de toute la région. Mais dès la fin de l'Âge du fer (IIe – Ier siècles av. J.-C.), plusieurs sites sont occupés à nouveau.
Les oppida des Alpilles, dont celui de Lamanon, sont démantelés avec l'installation romaine en Provence. Certains subsistent et deviennent des lieux de culte, comme la chapelle Saint-Jean,.

### Moyen Âge

Blason de la famille de Lamanon

À la fin du XIIe siècle, Pons de Brugérias seigneur catalan, reçoit du comte de Provence la seigneurie de Lamanon et construit un château sur l'oppidum et devient seigneur d'Alamanon. Ses deux fils, Pons d'Alamanon, futur seigneur de Rognes et son frère, Bertrand d'Alamanon, seigneur troubadour, ainsi que leur descendance marqueront l'histoire de la Provence jusqu'au XVIIe siècle. La mort de la reine Jeanne Ire ouvre une crise de succession à la tête du comté de Provence, les villes de l’Union d'Aix (1382-1387) soutenant Charles de Duras contre Louis Ier d'Anjou. Le roi de France, Charles VI, intervient et envoie le sénéchal de Beaucaire, Enguerrand d'Eudin, qui fait la conquête de Lamanon à l’été 1383. Lorsque Louis Ier meurt et que sa veuve, Marie de Blois, arrive en Provence pour défendre les droits de son fils Louis II, elle réclame que le sénéchal lui cède la ville, ce qu’il refuse par instruction du roi de France.

### Période moderne
En 1586, lors des guerres de religion, les protestants ayant demandé le secours de mercenaires de la région d'Alleins, menés par Cartier, pour contrer les catholiques conduits par Hubert de Vins, ce dernier assiège le château de Lamanon, alors désert, où s'est réfugié la bande de Cartier. Malgré le renfort des canons du château de l'Empéri, le siège s'achève au bout d'un mois par l'entremise d'un lieutenant de Cartier l'ayant trahi. Le château est alors détruit presque entièrement les 13 et 14 août 1586. Le site troglodyte se vide de ses habitants. Le nouveau château, au pied de la colline, est mentionné à partir de 1614, néanmoins François Rostain de Cadenet de Craponne de Lamanon fit reconstruire le château, tel que visible actuellement, en 1660. Moins d'un siècle plus tard, le roi donne l'autorisation au marquis Mark de Tripoly de Panisse de construire un village, principalement des maisons pour loger les ouvriers agricoles et leur famille, donnant naissance à la commune de Lamanon en 1745.

### Révolution française
À Lamanon, le comité de surveillance est institué en 1793. Il ne peut recruter les douze membres prévus dans le décret de la Convention et compte plusieurs membres simples paysans et illettrés. Son institution marque en quelque sorte l’apogée démocratique de la Révolution. Les membres illettrés prennent néanmoins toute leur place dans les débats. Le comité, chargé de la surveillance de l’application des lois et de la confection des listes de suspects, déclare qu’il n’y a aucun suspect dans la commune, uniquement peuplée de cultivateurs.

### Période contemporaine

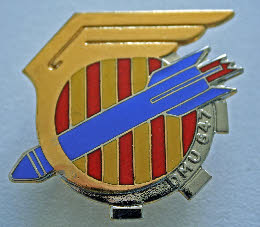
Insigne du dépôt de munitions 647.

Le château devient, par héritage, propriété des ducs de Sabran-Pontevès (d'Ansouis) qui le revendent en 1917 à une industrie du bois. Inquiet de la sauvegarde du platane géant de Lamanon, alerté par le maire de l'époque, le préfet le classe aux monuments naturels de France en 1918. Monsieur Barbou acquiert finalement la propriété du château en 1938 et l'aménage en appartements locatifs vers 1950 dans le but de préserver ce patrimoine.
Le dépôt de munitions 647 géré par la base aérienne 701 Salon-de-Provence est créé en 1938. Il est fermé en 2008.
Les monuments commémoratifs,.

## Politique et administration

### Administration municipale
De par sa taille, la commune dispose d'un conseil municipal de 19 membres (article L2121-2 du Code général des collectivités territoriales). Lors du scrutin de 2008 il n’y eut qu’un seul tour, Roland Darrouzes a été réélu, pour la cinquième fois, conseiller municipal au premier tour avec le dix-septième total de 793 voix soit 83,39 % des suffrages exprimés. La participation a été de 68,12 %. Il a ensuite été nommé maire par le conseil municipal. À la suite de la loi du 17 mai 2013, le scrutin majoritaire plurinominal avec panachage est remplacé par un scrutin proportionnel de liste avec prime majoritaire pour les élections de 2014. Deux listes se présentent et Roland Darrouzès est réélu, des élus d'opposition font leur entrée au conseil municipal. Durant les deux années qui suivent, la majorité municipale s'éprouve face à l'autorité du maire avec de multiples démissions perlées, faisant peser le risque d'une élection partielle afin d'infléchir les décisions. La démission commune de l'opposition au 1er juillet 2016 fait chuter le conseil municipal et provoque la tenue d'une nouvelle élection au mois de septembre. La liste composée des démissionnaires de l'ancienne majorité, menée par l'ancien premier adjoint Auguste Colomb, est alors élue au second tour, face à trois autres listes déclarées.

### Listes des maires
De 1789 à 1799, les agents municipaux (maires) sont élus au suffrage direct pour 2 ans et rééligibles, par les citoyens actifs de la commune, contribuables payant une contribution au moins égale à 3 journées de travail dans la commune. Sont éligibles ceux qui paient un impôt au moins équivalent à dix journées de travail. De 1799 à 1848, La constitution du 22 frimaire an VIII (13 décembre 1799) revient sur l’élection du maire, les maires sont nommés par le préfet pour les communes de moins de 5 000 habitants. La Restauration instaure la nomination des maires et des conseillers municipaux. Après 1831, les maires sont nommés (par le roi pour les communes de plus de 3 000 habitants, par le préfet pour les plus petites), mais les conseillers municipaux sont élus pour six ans. Du 3 juillet 1848 à 1851, les maires sont élus par le conseil municipal pour les communes de moins de 6 000 habitants. De 1851 à 1871, les maires sont nommés par le préfet, pour les communes de moins de 3 000 habitants et pour 5 ans à partir de 1855. Depuis 1871, les maires sont élus par le conseil municipal à la suite de son élection au suffrage universel.
| Période                                  | Période  | Identité              | Étiquette | Qualité  |
| ---------------------------------------- | -------- | --------------------- | --------- | -------- |
| 1900                                     | 1908     | Léon Marbec           | ...       | ...      |
| 1905                                     | 1908     | Marius Gay            | ...       | ...      |
| 1908                                     | 1912     | Maximilien Jourdan    | ...       | ...      |
| 1912                                     | 1919     | Henri Chabert         | ...       | ...      |
| 1919                                     | 1925     | Marius Gay            | ...       | ...      |
| 1925                                     | 1932     | Jean-Pierre Barbou    | ...       | ...      |
| 1932                                     | 1943     | Jean Valentin         | ...       | ...      |
| 1943                                     | 1944     | Henri Chabert         | ...       | ...      |
| 1944                                     | 1945     | Jean Estienne         | ...       | ...      |
| 1945                                     | 1957     | Jean-Pierre Barbou    | ...       | ...      |
| 1957                                     | 1971     | Louis Thibert         | ...       | ...      |
| 1971                                     | 1977     | Jean-Marie Chevallier | SE        | ...      |
| 1977                                     | 1986     | Pierre Richaud        | DVG       | ...      |
| 1986                                     | 2016     | Roland Darrouzès      | PS        | Retraité |
| 2016                                     | 2020     | Auguste Colomb        | SE        | Retraité |
| 2020                                     | En cours | Christian Nervi       |           |          |
| Les données manquantes sont à compléter. |          |                       |           |          |

### Fiscalité
| Taxe                                                | Part communale | Part intercommunale | Part départementale | Part régionale |
| --------------------------------------------------- | -------------- | ------------------- | ------------------- | -------------- |
| Taxe d'habitation (TH)                              | 8,50 %         | 0,00 %              | 9,19 %              | 0,00 %         |
| Taxe foncière sur les propriétés bâties (TFPB)      | 16,80 %        | 0,00 %              | 10,85 %             | 2,36 %         |
| Taxe foncière sur les propriétés non bâties (TFPNB) | 37,61 %        | 0,00 %              | 9,80 %              | 8,85 %         |
| Taxe professionnelle (TP)                           | 19,53 %        | 0,00 %              | 7,08 %              | 3,84 %         |

La part régionale de la taxe d'habitation n'est pas applicable.
La taxe professionnelle est remplacée en 2010 par la cotisation foncière des entreprises (CFE) portant sur la valeur locative des biens immobiliers et par la contribution sur la valeur ajoutée des entreprises (CVAE) (les deux formant la contribution économique territoriale (CET) qui est un impôt local instauré par la loi de finances pour 2010).

### Jumelages
| Lamanon Gualba |

Lamanon est jumelée avec :
- Gualba (Espagne), commune de 1 359 habitants en 2012 de la province de Barcelone, en Catalogne, de la comarque du Vallès Oriental.

### Politique environnementale
Le traitement des déchets des ménages et déchets assimilés est assuré dans le cadre des missions de l'Agglopole Provence. La commune abrite une déchèterie au niveau de son bourg.

## Population et société

### Démographie

#### Évolution démographique
L'évolution du nombre d'habitants est connue à travers les recensements de la population effectués dans la commune depuis 1793. Pour les communes de moins de 10 000 habitants, une enquête de recensement portant sur toute la population est réalisée tous les cinq ans, les populations de référence des années intermédiaires étant quant à elles estimées par interpolation ou extrapolation. Pour la commune, le premier recensement exhaustif entrant dans le cadre du nouveau dispositif a été réalisé en 2008.

En 2022, la commune comptait 2 069 habitants, en évolution de +2,43 % par rapport à 2016 (Bouches-du-Rhône : +2,48 %, France hors Mayotte : +2,11 %).
| 1793 | 1800 | 1806 | 1821 | 1831 | 1836 | 1841 | 1846 | 1851 |
| ---- | ---- | ---- | ---- | ---- | ---- | ---- | ---- | ---- |
| 286  | 229  | 253  | 355  | 392  | 422  | 413  | 438  | 486  |

| 1856 | 1861 | 1866 | 1872 | 1876 | 1881 | 1886 | 1891 | 1896 |
| ---- | ---- | ---- | ---- | ---- | ---- | ---- | ---- | ---- |
| 474  | 535  | 477  | 408  | 438  | 441  | 404  | 433  | 450  |

| 1901 | 1906 | 1911 | 1921 | 1926 | 1931 | 1936 | 1946 | 1954 |
| ---- | ---- | ---- | ---- | ---- | ---- | ---- | ---- | ---- |
| 439  | 429  | 451  | 505  | 532  | 528  | 487  | 486  | 670  |

| 1962 | 1968 | 1975  | 1982  | 1990  | 1999  | 2006  | 2008  | 2013  |
| ---- | ---- | ----- | ----- | ----- | ----- | ----- | ----- | ----- |
| 708  | 735  | 1 025 | 1 377 | 1 487 | 1 712 | 1 735 | 1 740 | 1 977 |

| 2018  | 2022  | - | - | - | - | - | - | - |
| ----- | ----- | - | - | - | - | - | - | - |
| 1 989 | 2 069 | - | - | - | - | - | - | - |

#### Pyramide des âges
En 2018, le taux de personnes d'un âge inférieur à 30 ans s'élève à 30 %, soit en dessous de la moyenne départementale (35,3 %). À l'inverse, le taux de personnes d'âge supérieur à 60 ans est de 29,3 % la même année, alors qu'il est de 26,3 % au niveau départemental.
En 2018, la commune comptait 984 hommes pour 1 005 femmes, soit un taux de 50,53 % de femmes, légèrement inférieur au taux départemental (52,24 %).
Les pyramides des âges de la commune et du département s'établissent comme suit.
| Hommes | Classe d’âge | Femmes |
| ------ | ------------ | ------ |
| 0,3    | 90 ou +      | 1,4    |
| 11,3   | 75-89 ans    | 9,9    |
| 17,6   | 60-74 ans    | 18,3   |
| 21,0   | 45-59 ans    | 22,3   |
| 18,2   | 30-44 ans    | 19,8   |
| 12,7   | 15-29 ans    | 11,0   |
| 18,9   | 0-14 ans     | 17,3   |

| Hommes | Classe d’âge | Femmes |
| ------ | ------------ | ------ |
| 0,8    | 90 ou +      | 1,9    |
| 7,6    | 75-89 ans    | 9,8    |
| 16,2   | 60-74 ans    | 17,2   |
| 19,7   | 45-59 ans    | 19,5   |
| 18,8   | 30-44 ans    | 18,6   |
| 18,4   | 15-29 ans    | 16,9   |
| 18,6   | 0-14 ans     | 16,1   |

### Enseignement
La commune possède une école maternelle et une école primaire publiques,. Les élèves sont ensuite affectés au collège Lucie-Aubrac à Eyguières,. Puis ils vont au lycée général et technique de L'Emperi à Salon-de-Provence,.

### Sports
On trouve de nombreuses associations à but sportif sur la commune : tennis, cyclisme, boules, football, gymnastique...
On trouve aussi un haras au sud du bourg et le chemin de grande randonnée n° 6  traverse la commune.

### Santé
On trouve sur la commune plusieurs docteurs et une pharmacie, puis un centre cardio-vasculaire sur la commune voisine d'Eyguières. Le centre hospitalier le plus proche est sur  Salon-de-Provence à environ cinq kilomètres.

### Cultes

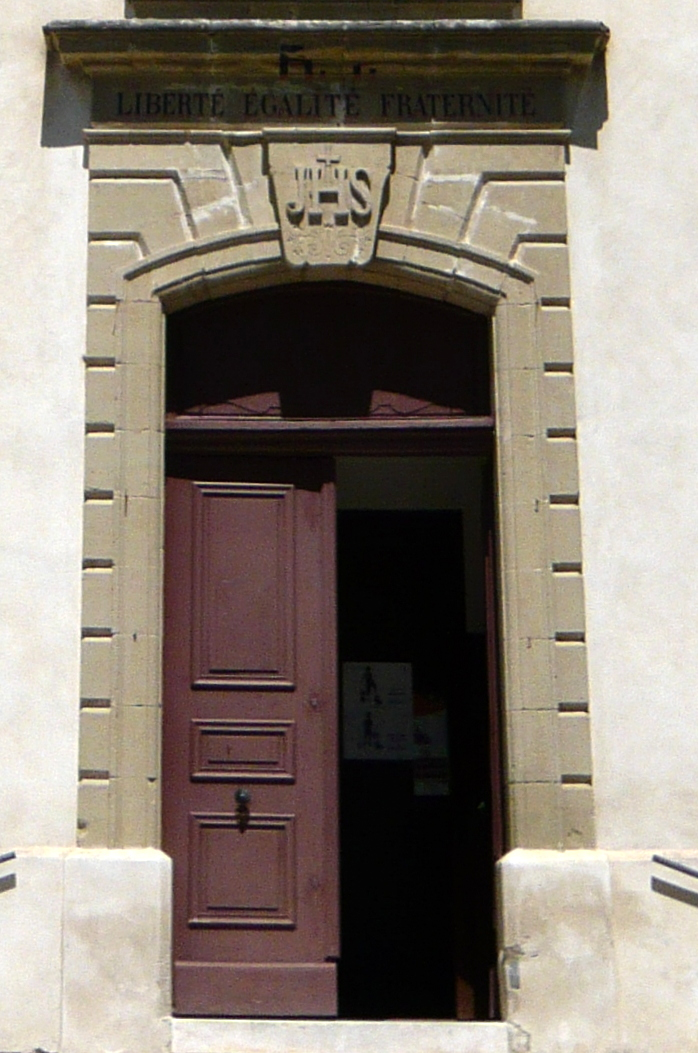
Porte d'entrée de l'église.

La commune fait partie du diocèse d'Aix-en-Provence et d'Arles, comprenant plus de 120 paroisses. À l'échelle locale, l'unité pastorale ELSA regroupe les paroisses d'Eyguières, Lamanon, Sénas et Aureille.
La commune dispose d'une église, l'église Saint-Denis, achevée en 1783 et restaurée en 1988, dont une originalité réside dans le triptyque républicain "Liberté, Égalité, Fraternité" arboré sur le fronton accompagné du sigle "RF", souvenance de l'époque où la Troisième République imposa le respect des valeurs de la République au clergé.
Le site de Calès comporte une ancienne chapelle construite en 1150 vouée elle aussi à saint Denis. Les travaux d'aménagement et de restauration l'ont rendue de nouveau praticable, ainsi depuis quelques années, une fois l'an aux alentours de la Saint-Denis (9 octobre) une procession est faite depuis le village jusqu'à la chapelle où se tient une messe en provençal en l'honneur du saint patron.

## Économie

### Revenus de la population et fiscalité
En 2008, le revenu fiscal médian par ménage était de 21 376 €, ce qui plaçait Lamanon au 3 554e rang  parmi les 31 604 communes de plus de 50 ménages en métropole.

### Agriculture

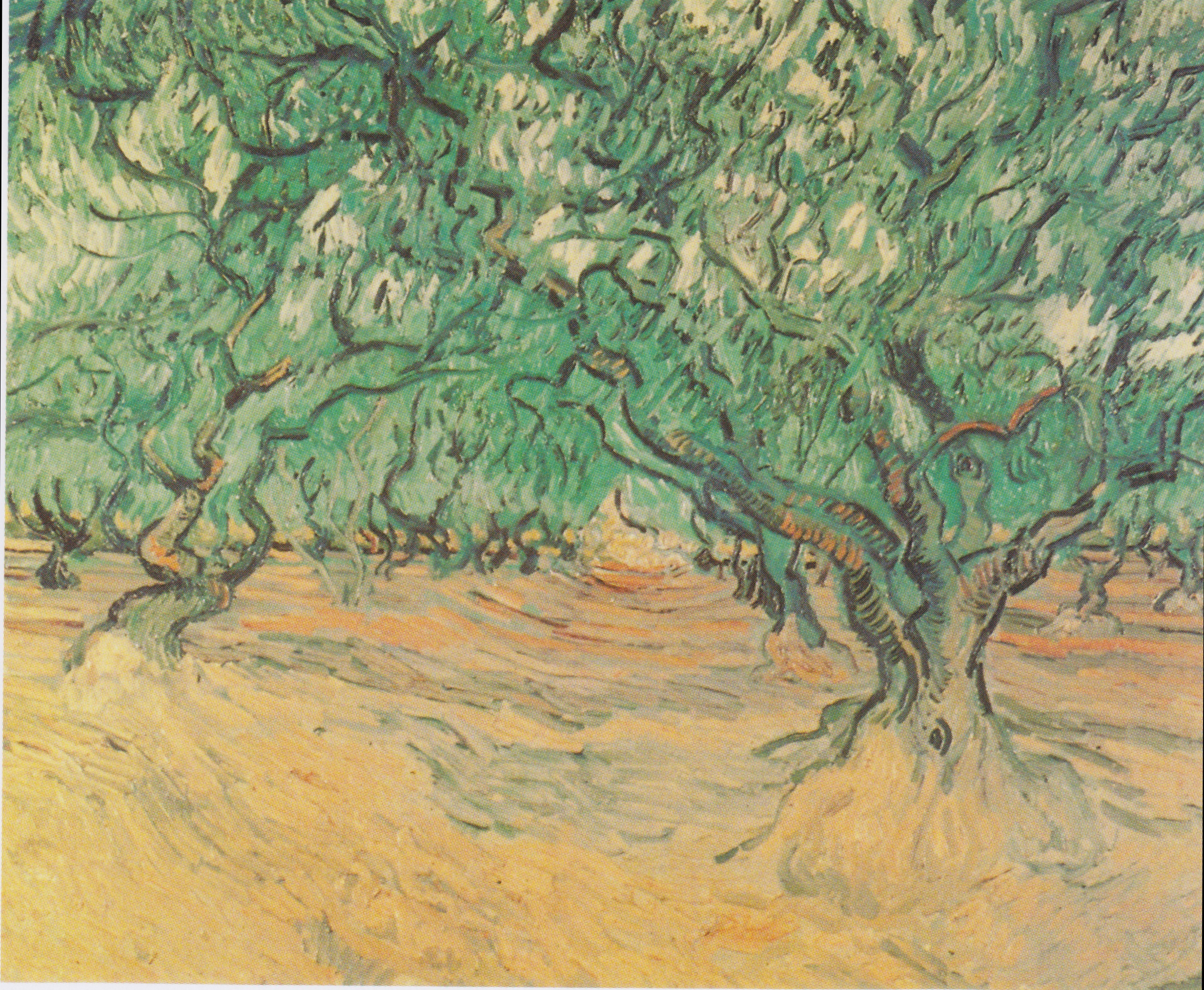
Oliveraie des Alpilles
Vincent van Gogh
septembre 1889.

Le vin de pays des Alpilles est un vin de pays de zone, au nord des Bouches-du-Rhône qui a vocation à labelliser, après dégustation, les vins ne pouvant postuler à l'appellation d'origine. Jusqu'en 2000, il portait le nom de vin de pays de la Petite Crau. La production est d'environ 6 000 hectolitres par an. Son vignoble, installé sur un plateau caillouteux, est limité, au Nord, par la Durance et au Sud, par les Alpilles.
La commune produit de l'huile d'olive de la vallée des Baux-de-Provence est protégée par une appellation d'origine contrôlée (AOC) depuis un décret pris par l'INAO, le 27 août 1997. Les variétés d'olives qui entrent dans son élaboration sont la salonenque, la beruguette, la grossane et la verdale des Bouches-du-Rhône. Elle produit aussi des olives cassées et des olives noires qui relèvent du même décret de l'INAO. Les variétés d'olives cassées proposées à la commercialisation sont la salonenque et la beruguette. Pour les olives noires la seule variété acceptée est la grossane ,.

### Tourisme
Hormis l'agriculture, l'économie la plus facilement identifiable autour du massif des Alpilles est liée au tourisme. Même les producteurs viticoles et oléicoles semblent tenir compte du développement du tourisme et de plus en plus de domaines proposent de la dégustation, voir dans certains cas de véritables cours d'initiation à l'œnologie.
On peut considérer trois principales sortes de tourisme dans les Alpilles et ses environs. Tout d'abord, le tourisme historique et culturel qui s'appuie sur un patrimoine riche (Les Baux-de-Provence, Glanum, etc.) ou sur des festivals, tel le Festival des Alpilles, événement intercommunal du Parc naturel régional, dont le maire de Lamanon, Roland Darrouzes, est le président.
Ensuite, le tourisme détente qui se traduit par un important développement des chambres d'hôtes, de l'hôtellerie et de la location saisonnière, par une concentration importante de piscines et par des animations comme des marchés provençaux. Enfin, le tourisme vert qui profite des nombreux chemins de randonnées et du cadre protégé qu'offrent le massif et ses environs.

### Industrie
Une centrale hydroélectrique utilisant les eaux de la Durance est implantée sur la commune depuis 1979.
Une usine de fabrication de produits en béton Bonna Sabla est également sise sur la commune, ainsi que deux sites de la société Mirion Technologies qui emplois plus de 2000 salariés. 

## Culture et patrimoine

### Monuments

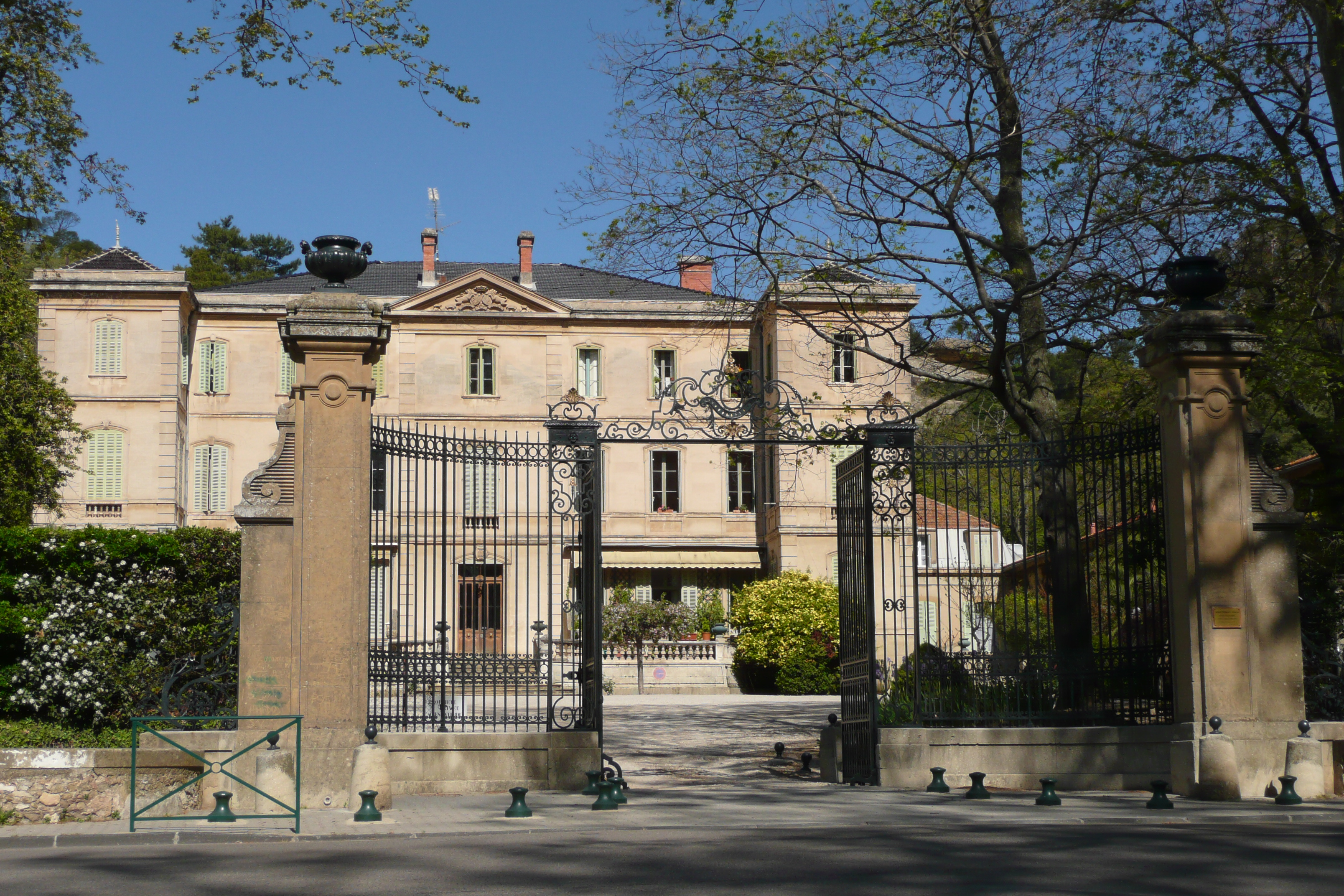
Le château.

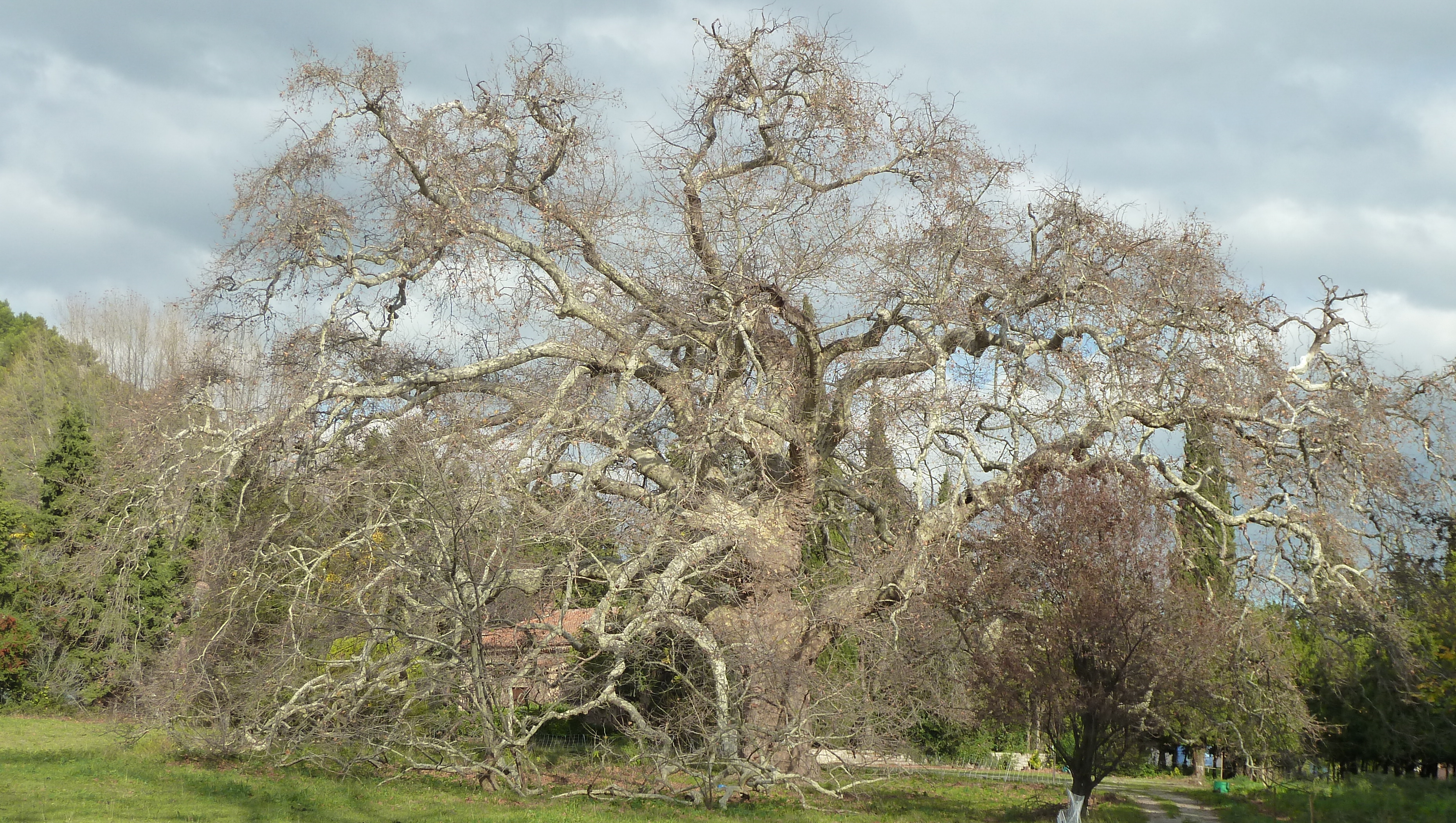
Le platane géant de Lamanon.

Avec « Le Blues et Lam' du blues », Lamanon abrite l'un des grands événements du festival des Alpilles qui présente les musiques de la terre, issues des travaux des champs de la planète sur six communes du parc naturel régional des Alpilles. Depuis six ans, Lam' du Blues a présenté des stars mondiales, telles que Tony Joe White, Billy Boy Arnold, John Primer, Billy Branch, Lurrie Bell, Lousiana Red, mais aussi le bluesman Wes Mackey, qui a d'ailleurs dédié une chanson et un album à Lamanon : Full Moon in Lamanon. Lam' du Blues se tient la première semaine de juillet dans le parc des Platanes de Lamanon.
- Ancien château[63].
- Église Saint-Denys de Lamanon.
- Le platane géant de Lamanon est un immense platane introduit vers le XVIe siècle, dont l'origine n'est pas connue, mais qui toutefois pourrait avoir été planté par Catherine de Médicis lors de sa venue à Salon-de-Provence pour y rencontrer Nostradamus. Cet arbre est dans une propriété privée et ne peut être admiré que de la route qui borde cette propriété[64].
- Les grottes de Calès. Donnant lieu à des courses pédestres, ce grand site troglodytique attire les visiteurs[65]. Composé d'un large cirque avec des habitats rudimentaires taillés avec art dans la roche, ainsi que d'une chapelle Saint-Denis, juste au-dessus d'une source d'eau.

### Personnalités liées à la commune
- Jean Honoré Robert de Paul de Lamanon, dit Robert de Lamanon, (1752-1787), membre de l'expédition de La Pérouse (du 1er août 1785 au 11 décembre 1787) durant laquelle il perd la vie.
- Bertran de Lamanon (1210-1270), troubadour provençal et seigneur de Lamanon.
- Pierre de Lamanon ou d'Alamanon, fils du précédent, évêque de Sisteron de 1292 à 1304.

### Héraldique
| Armes de Lamanon | Les armes peuvent se blasonner ainsi : D'or à un lacs d'amour en pal d'azur. |